# Hojoom
Hojoom (هجوم comercialitzada en anglès com Invasion) és una pel·lícula de ficció criminal iraniana del 2017 dirigida per Shahram Mokri i filmada en un sol pla seqüència. Es va projectar a la secció Panorama del 68è Festival Internacional de Cinema de Berlín.

## Sinopsi
En un món postapocalíptic ha tingut lloc un assassinat en un estadi d'un esport futurista. Diversos policies estan investigant el cas i entren a l'estadi per trobar pistes sobre l'assassinat. Tenen el sospitós de l'assassinat entre ells i n'hi ha prou que coneguin la trajectòria de l'assassinat, però serà una tasca complicada, ja que els amics de la víctima no volen cooperar amb la policia. Per això obliguen a un dels jugadors a col·laborar amb ells per resoldre el crim.

## Repartiment
- Babak Karimi
- Abed Abest
- Levon Haftvan
- Pedram Sharifi

## Guardons
Premi al millor director de la Secció Discoveries en la VIII edició de l'Asian Film Festival Barcelona.